# Chiesa di San Giacomo (Rothenburg ob der Tauber)
La chiesa parrocchiale di San Giacomo (in tedesco: Stadtpfarrkirche Sankt Jakob) è il principale luogo di culto evangelico luterano della città bavarese di Rothenburg ob der Tauber, in Germania.

## Storia e descrizione

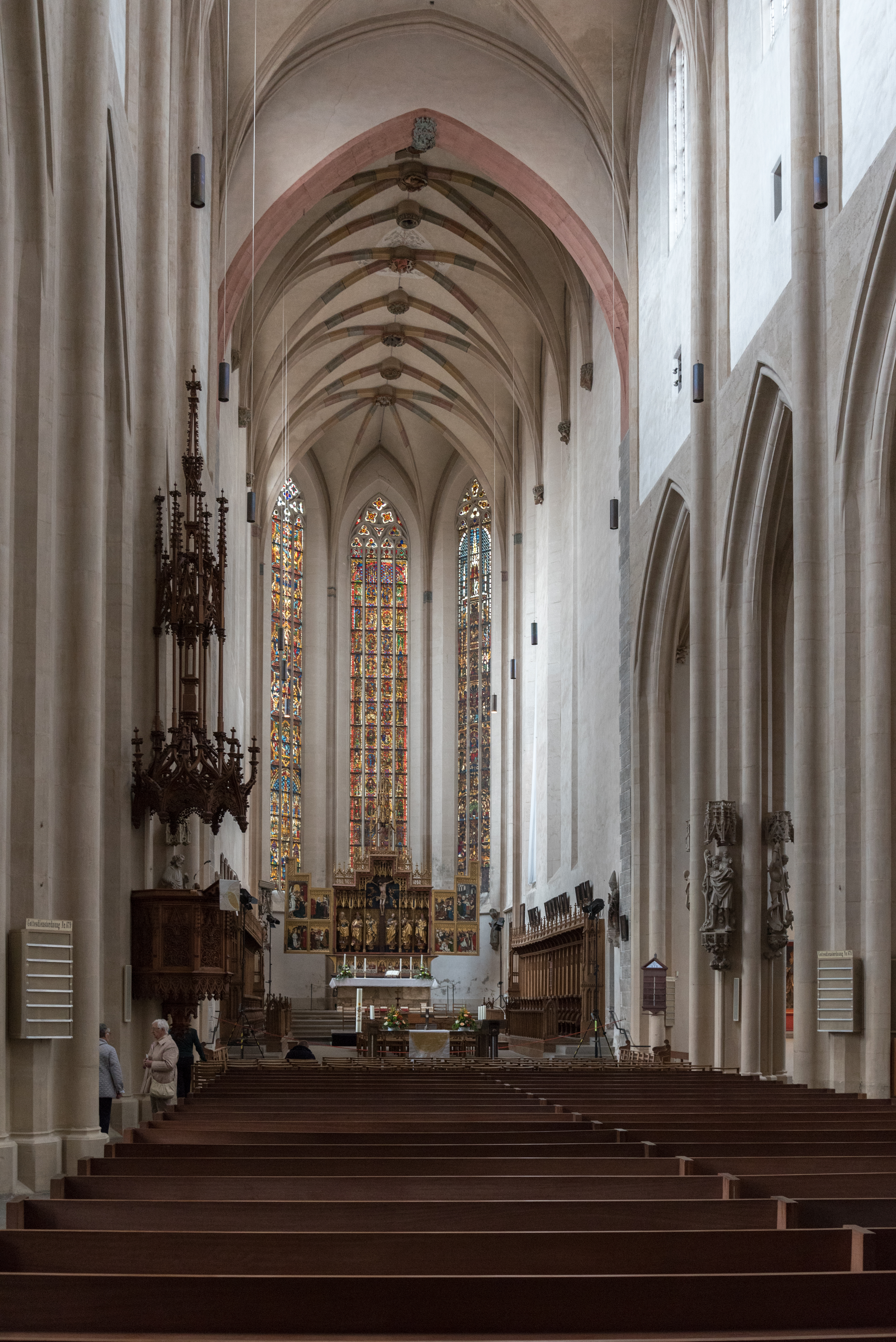
Veduta dell'interno.

L'edificio venne iniziato a partire da est nel 1311. Il coro orientale venne completato nel 1322, ma i lavori s'arrestarono. Le vetrate del coro vennero realizzate fra il 1350 e il 1400.
Il cantiere riprese nel 1373 quando venne eretto il corpo delle navate, terminato sono le 1436. Nel XV secolo vennero alzate anche le due torri poste al lato del coro. Con le loro cuspidi traforate arrivano all'altezza di 57,7 metri la torre nord, e a 55,2 quella sud.
Fra il 1453 e il 1471, venne aggiunto il coro occidentale, a cavallo sopra la strada sottostante, divenuto la Cappella del Santo Sangue.
La chiesa venne consacrata nel 1485 e nel 1522 venne destinata al culto protestante.
Tra il 2005 e il 2011 la chiesa fu completamente restaurata.

### Opere d'arte
All'interno della chiesa si trovano numerose e importanti opere d'arte:

#### Heiligblutaltar
L’Altare del Sacro Sangue, capolavoro dello scultore Tilman Riemenschneider da Würzburg che lo realizzò fra il 1500 e il 1505 per accogliere una reliquia del Santo Sangue racchiusa in una capsula di cristallo di rocca. Di squisita fattura, il trittico raffigura l’Entrata di Gesù a Gerusalemme (ala destra), l’Ultima Cena (centro) e il Monte degli Ulivi (ala sinistra). È conservato nella cappella omonima posta nel coro occidentale.

#### Zwölfbotenaltar
L'Altare dei Dodici Apostoli è l'altar maggiore della chiesa, posto nel coro orientale. La pala d'altare, di stile tardo gotico, è un'opera intagliata e dipinta risalente al 1466. Raffigura, al centro, la Crocifissione e Santi, mirabilmente intagliati e dorati; sulle ante è dipinta la Vita della Vergine e sulla predella è dipinta L'Ultima Cena. Le pitture sono opera di Friedrich Herlin, le sculture sono, probabilmente, della Scuola di Ulma influenzate dallo stile di Hans Multschers.

#### Maria Krönungs Altar
L'Altare dell'Incoronazione di Maria, in fondo alla navata destra, venne realizzato intorno al 1520 dalla bottega di Riemenschneider.

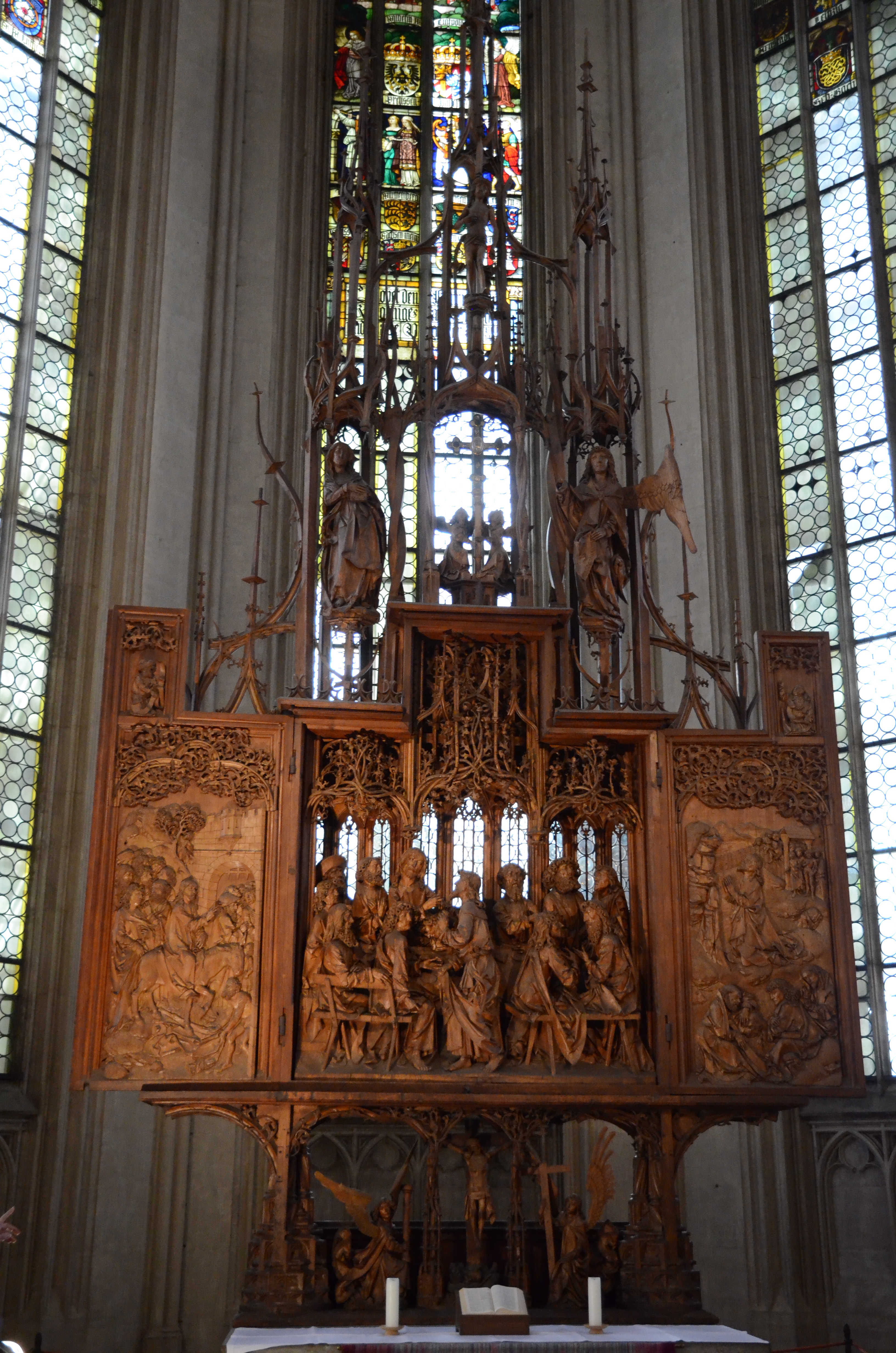
L'Altare del Sacro Sangue.
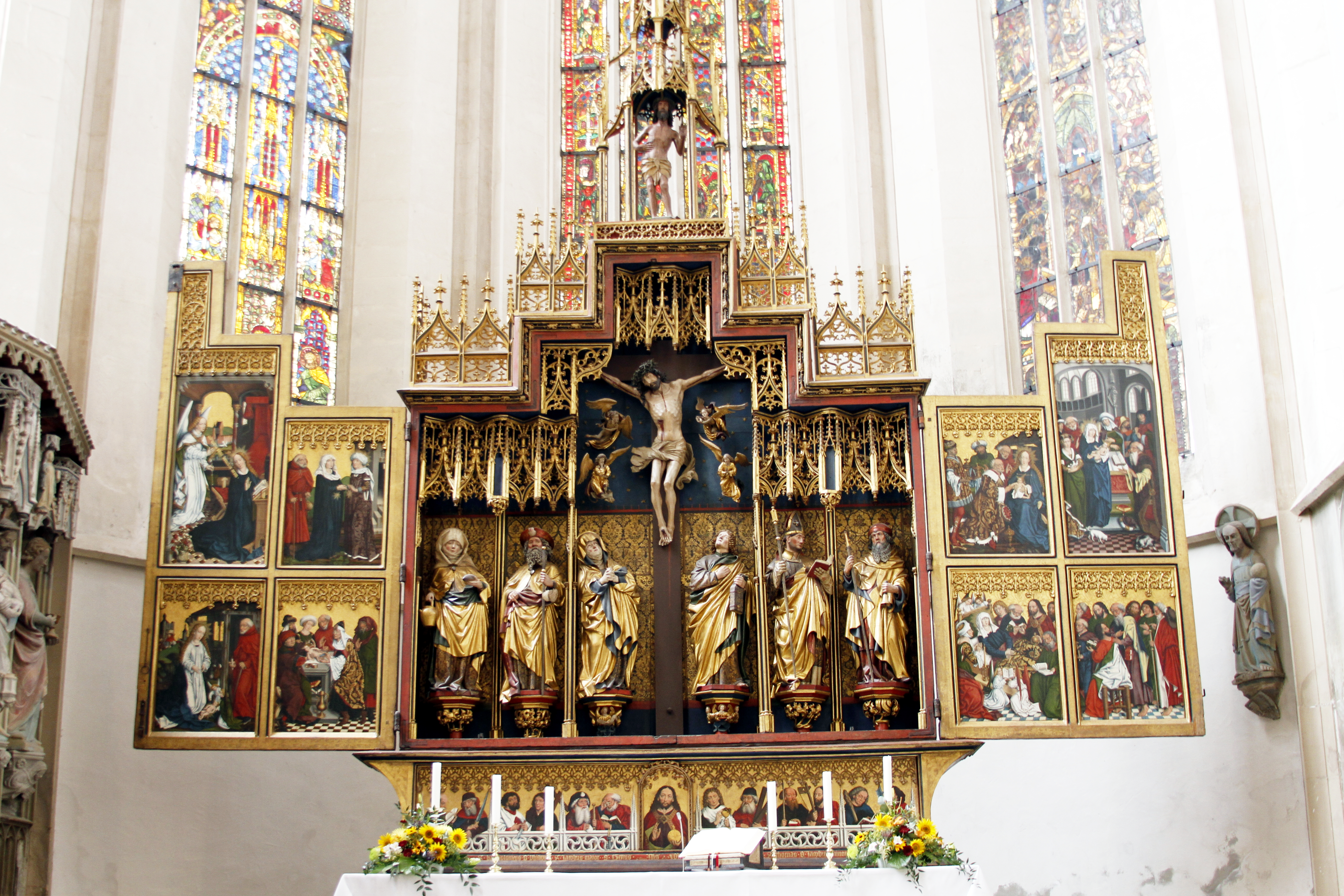
L'Altare dei Dodici Apostoli.
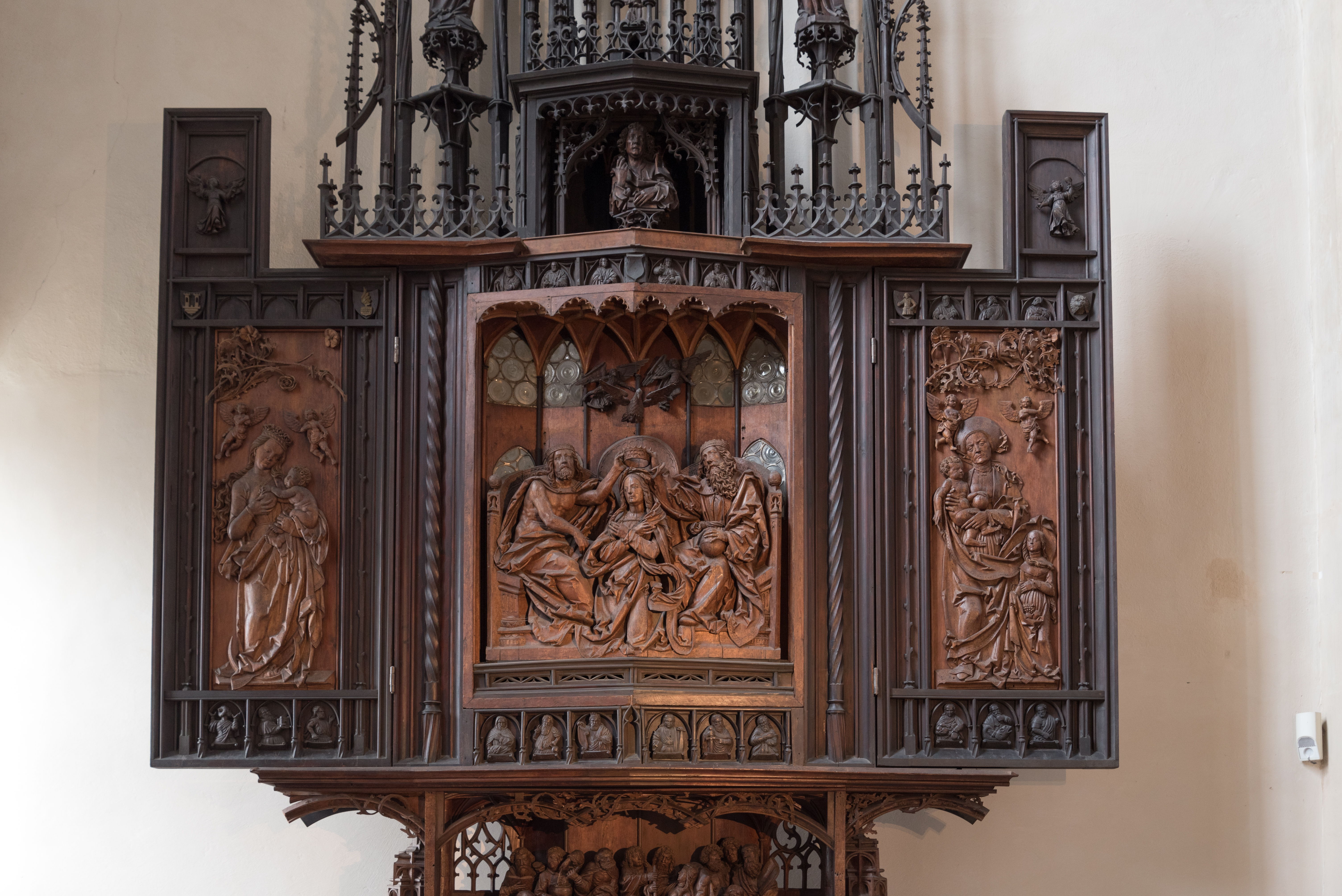
L'Altare dell'Incoronazione di Maria.